# Schleuse Uelzen
Die Schleuse Uelzen, offiziell Schleusengruppe Uelzen, ist eine Doppelschleusenanlage am Elbe-Seitenkanal. Während des achtjährigen Baus des 115 km langen Kanals wurde auch das Abstiegsbauwerk für die anstehende Wasserspiegeldifferenz von 23 Meter errichtet. Ab 1976 stand zunächst nur eine Schleusenkammer zur Verfügung, die 2006 um Kammer II ergänzt wurde. Damit stehen der Schifffahrt zwei unabhängig voneinander zu nutzende Schleusen zur Verfügung.  Beide Schleusen sind in der Lage Schubverbände mit zwei Leichtern oder übergroße Motorgüterschiffe durchzuschleusen. Die Anlage steht im Zuständigkeitsbereich des Wasserstraßen- und Schifffahrtsamt Mittellandkanal / Elbe-Seitenkanal.

## Lage
Die Schleusengruppe liegt rund sieben Kilometer südöstlich der Kreisstadt Uelzen in der Nähe von Wrestedt bei Kanal-km 60,6. Die obere Haltung reicht 60 km nach Süden, wo der Abzweig vom Mittellandkanal mit Kanal-Km 0,0 beginnt. Von dort aus liegen die nächsten Schleusen in Wolfsburg und Hannover sowie im Stichkanal Salzgitter (Doppelschachtschleuse Wedtlenstedt). Das Unterwasser erstreckt sich 46 km in Richtung Norden bis zum zweiten Abstiegsbauwerk im Verlauf des Kanals, dem Schiffshebewerk Lüneburg.
| Elbe-Seitenkanal                      |                        |                 |                        |                          |
| Kanal                                 | obere Haltung          | Schleuse Uelzen | untere Haltung         | Kanal                    |
| km 0,0                                | 60 km ← Süden          | km 60,6         | 46 km → Norden         | km 106,6                 |
| Abzweig Mittellandkanal               | Wasserstand: 65,1 m NN | Hubhöhe 23,0 m  |                        |                          |
|                                       |                        | Hubhöhe 23,0 m  | Wasserstand: 42,1 m NN | Schiffshebewerk Lüneburg |
| aktuelle Wasserstände auf Pegelonline |                        |                 |                        |                          |

Im Regelfall stehen die Schleusen in einem 24-h-Betrieb, der an Feiertagen eingeschränkt wird.
Zum Besuch der Schleuse kann die L270 ab Uelzen in Richtung Süden genutzt werden. Nach sieben Kilometer trifft man bei Esterholz auf die Kreuzung mit der Kreisstrasse 17, wo in Richtung Westen abgebogen werden muss. Hinter der Kanalbrücke beginnt nach 500 Meter die Zufahrt über die Straße „Schleuse Esterholz“ zum Parkplatz einer Sportanlage bzw. eines Cafe-Restaurants. Ein kurzer Fußweg erschließt die Schleusenanlage.

## Schleuse Uelzen I

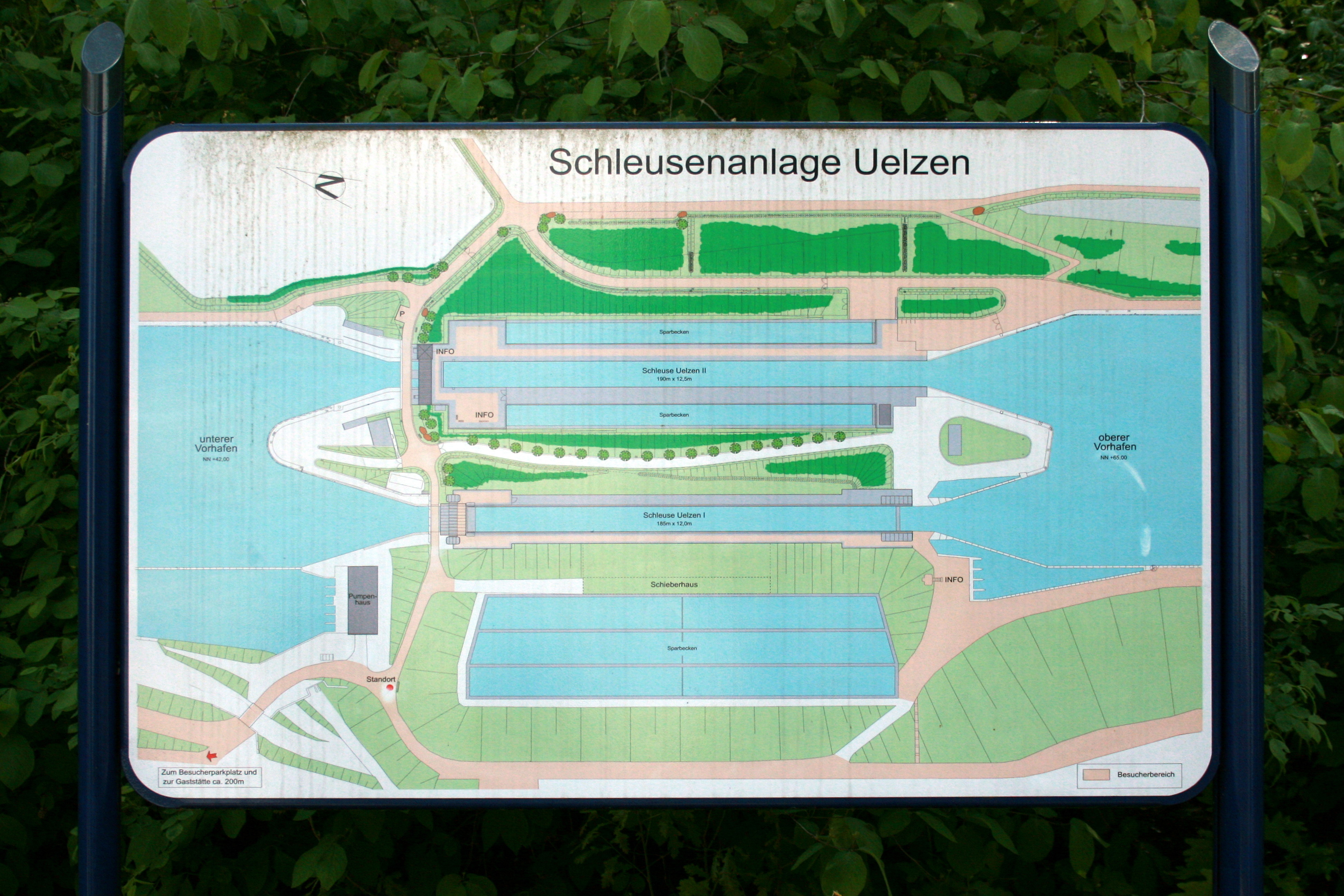
Lageplan

Der Bau der Schleusenkammer I war 1970 begonnen worden und endete mit der Eröffnung am 15. Juni 1976. Zu der Zeit war sie in Deutschland die Schleuse mit der größten Fallhöhe und die größte Sparschleuse der Welt.  Die Schleusenkammer erhielt eine Länge von 185 Metern und eine Breite von zwölf Metern. Daraus ergibt sich eine Gesamtschleusungswassermenge von 54.000 m³. Zur Verminderung der Verlustwassermenge ist die Schleuse als Sparschleuse ausgeführt mit drei offenen Sparbecken, die terrassenförmig neben der Schleusenkammer angeordnet wurden. Dadurch können 60 Prozent des Schleusungswassers für die nächste Schleusung wieder verwendet werden. Über das am Westrand der Schleuse gelegene Pumpwerk wird nachts das Verlustwasser in das Oberwasser zurückgepumpt, da kein Wasser aus der Scheitelhaltung des Elbe-Seitenkanals und damit dem Mittellandkanal dauerhaft entzogen werden darf.
Die für den zulässigen Tiefgang der Schiffe maßgebliche Drempeltiefe beträgt wie im Elbe-Seitenkanal vier Meter. In der Schleusenkammer sind Schwimmpoller in den Seitenwänden angebracht, die sich mit dem Wasserstand auf und ab bewegen, damit die Schiffer während des Schleusungsvorgangs nicht die Befestigungstrossen auf einzelne Wandpoller umlegen müssen. Der Verschluss im Unterhaupt ist ein Hubtor, das wegen aufgetretener Risse 1995 ausgetauscht werden musste.
In der acht Meter dicken Kammersohle verläuft ein Grundkanal, von dem alle Füll- und Entleerungsleitungen abzweigen. Zwei speziell gestaltete Füllbatterien in der Kammersohle sorgen für eine weitgehend wirbelfreie Einleitung des Wassers, damit die zu schleusenden Schiffe ruhig aufsteigen bzw. absinken können. Bei einer Geschwindigkeit von 1,6 Meter pro Minute beträgt die Schleusungszeit 15 Minuten. Jedes der drei Sparbecken ist über zwei Zulaufleitungen an den Grundkanal angeschlossen, die über das dazwischen liegende Schieberhaus geführt sind, in dem sich die Verschlüsse und die zugehörigen Antriebe und Steuerungen befinden. In Richtung der Schleusenhäupter zweigen jeweils zwei Längskanäle ab, die die Tore umlaufen und in die Vorhäfen münden.
Zwischen Ober- und Unterhaupt besteht die Schleusenkammer aus 11 Blöcken, die mit Fugenbänder gegenseitig abgedichtet sind. Durch die große Hubhöhe wirken auf die Blöcke hohe und durch den Schleusenbetrieb zyklisch wechselnde Belastungen. Im Laufe der Zeit entstanden dadurch Leckagen an den Fugen, die zu Ausspülungen und Setzungen im Untergrund führten und Blöcke zum Abkippen brachten. Im November 1992 wurde der erste große Schaden entdeckt. Die folgenden umfangreichen Sanierungsmaßnahmen dauerten bis 1997 und konnten die Schleuse soweit stabilisieren, dass ein sicherer Betrieb gegeben war. Auf Grundlage mehrerer Gutachten, wonach ein drohender, vollständiger Ausfall der Schleuse nicht mehr sicher ausgeschlossen werden konnte, hatte das Bundesministerium für Verkehr 1995 entschieden, in Uelzen ein zweites Schleusenbauwerk zu errichten.

## Schleuse Uelzen II
Um die Zuverlässigkeit und Durchgängigkeit des Elbe-Seitenkanals dauerhaft zu sichern und eine Steigerung des Schiffsverkehrs zu ermöglichen, wurde 1998 der Bau Schleusenkammer II in Angriff genommen. Schon beim Bau der Schleuse I war platzmäßig eine zweite Kammer berücksichtigt worden. Für die Bemessung der neuen Schleuse wurden die gleichen Gegebenheiten zugrunde gelegt und für die Ausführung geringfügig größer geplant. Die Schleuse ist mit 190 Meter um fünf Meter länger und mit 12,5 Meter einen halben Meter breiter. Die Drempeltiefe von vier Metern konnte beibehalten werden.
Nach den Erfahrungen mit den an der Schleuse I aufgetretenen Schäden plante man bei der Schleuse II weniger Raumfugen ein, um einen möglichst verformungsarmen Baukörper zu erhalten. Dabei wurden die Sparbecken beidseits neben der Schleusenkammer angeordnet, wodurch die Gesamtkonstruktion deutlich kompakter ausfiel. Dieses Konstruktionsprinzip war schon bei der Schachtschleuse Minden und der Doppelschleuse Anderten angewandt worden. Das Gesamtbauwerk mit Ober- und Unterhaupt wurde dementsprechend auf eine 233,70 m lange, 52,50 m breite und 3,75 m dicke monolithischen Sohlplatte gestellt.
Diese Bauweise wurde in der aufgehenden Schleusenkonstruktion über 12,5 m Höhe beibehalten und erst der darüber liegende Baukörper besitzt zwischen den Häuptern insgesamt 9 Raumfugen. Im Gegensatz zu den filigranen Kammerwänden der alten Schleuse besteht die neue Schleuse aus 20 Meter langen ausgesteiften Kammerwandblöcken. Die bei der fugenreduzierten Bauweise entstehenden Zwangsbeanspruchungen müssen zwar durch zusätzliche Bewehrung aufgefangen werden, sind bzgl. der Kosten aber vergleichsweise gering. Die Vorteile beim Bau und der späteren Unterhaltung sind deutlich höher.
Wie schon die erste Schleuse musste die zweite Schleuse als Sparschleuse ausgeführt werden. Die Schleusungswassermenge ist um 5.000 m³ höher als bei Uelzen I und beträgt 59.000 m³. Die Abschätzung der Investitionskosten für die Sparbecken gegenüber den während der Nutzungsdauer der Schleuse eingesparten Pumpkosten ergab eine Anzahl von vier Sparbecken. Diese sind jeweils aufgeteilt auf zwei Becken links und rechts der Schleusenkammer, sodass insgesamt acht seitliche Becken einzuplanen waren. Gegenüber der alten Schleuse hat die neue Schleuse eine Sparbeckenebene mehr und kann daher insgesamt 70 % der Schleusungswassermenge zurückhalten. Mit mehr als 41.000 m³ Rückhaltevolumen wurde die Schleuse Uelzen II die größte Sparschleuse der Welt. In dieser Hinsicht wird sie aber nach dem Bau der neuen Schleuse Lüneburg abgelöst werden.
Der 200 Meter lange Grundlauf unterhalb der Schleusenkammer besitzt in seiner Decke 336 kreisrunde Fülldüsen mit 30 cm Durchmesser, über die die Schleusenkammer gefüllt und geleert wird. Die Fließbewegungen in dem 10 Meter breiten und 3,25 Meter hohen Grundlauf sind sehr gering und erzeugen eine sehr gleichmäßige Strömungsverteilung in der Schleusenkammer. Jeweils zwei Längskanäle verbinden den Grundlauf mit dem Ober- bzw. Unterwasser. Zur Steuerung der Durchflüsse wurden insgesamt 20 Segmentschütze eingebaut. Das Füllen der Schleusenkammer dauert bei der neuen Schleuse ca. 14 Minuten, das Leeren ca. 12 Minuten.
Um den Aufwand beim Ausbau des Vorhafenbereichs zu minimieren, sollte die neue Schleuse möglichst dicht neben der bestehende Schleuse angeordnet werden. Jedoch durfte der Bau und die Baugrube keine schädlichen Auswirkungen auf den Bestand ausüben. Unter Abwägung der Risiken beschloss man die neue Schleuse in einem Achsabstand von 70 Meter zu errichten.
Nach mehr als achtjähriger Bauzeit konnte die Schleuse Uelzen II am 8. Dezember 2006 dem Verkehr übergeben werden. Der entstandene Baukörper hat ein Volumen, das nahezu dem Rauminhalt des Berliner Reichstagsgebäudes entspricht. Dafür wurden 33.500 Tonnen Bewehrungsstahl eingebaut, eine Stahlmenge, mit der man vier Pariser Eiffeltürme hätte errichten können. Als Verschlussorgan am Oberwasser wirkt ein 35 Tonnen schweres Zugsegmenttor, das zum Öffnen nach unten in eine Torgrube gedreht wird. Im Unterwasser ist ein überstauter Stemmtorverschluss im Einsatz, von dem jeder Stemmtorflügel 78,5 Tonnen wiegt.